# E a mio nipote Albert lascio l'isola che ho vinto a Fatty Hagan in una partita a poker
E a mio nipote Albert lascio l'isola che ho vinto a Fatty Hagan in una partita a poker è un romanzo di David Forrest scritto nel 1969 e pubblicato in Italia nel 1977.

## Trama
Gran Bretagna, inizio anni settanta, Albert è un trentenne di origini irlandesi che lavora senza essere pagato in un piccolo cinema di periferia. Un giorno eredita un'isola che suo zio Alf, l'uomo che lo ha cresciuto, ha vinto anni prima durante una fortunata partita a poker e decide di trasferircisi per le vacanze, ma Roccamalora non è quel paradisiaco luogo pieno di alberi e palme che ha sognato, bensì uno scoglio situato a pochi chilometri dalle isole Scilly. La sua delusione viene subito compensata dalla conoscenza di Victoria, bella ragazza che ogni giorno si reca sull'isola per abbronzarsi, tra i due nasce subito l'amore e proprio mentre stanno per concedersi per la prima volta capita qualcosa che stravolgerà la loro vacanza tranquilla: un enorme peschereccio russo, il Dmitri Kirov arena sull'isola e ne occupa una buona metà, in realtà il peschereccio è una nave spia con tanto di testata nucleare mandata dall'URSS per controllare ogni possibile movimento degli americani i quali non tardano ad arrivare e allestire un campo dei marines nella restante parte dell'isola in modo da bloccare ogni possibile incursione dell'unione sovietica. Nonostante sia solo un cumulo di pietre Roccamalora fa gola alle due potenze che sono disposte a pagare una cifra esorbitante all'ignaro Albert pur di poter accaparrarsi quel punto strategico sulla manica. Ovviamente lo stato di allerta sarà alto, tramite recinzioni, cancelli e fili spinati l'isola viene divisa in due parti ognuna delle quali costantemente sorvegliata da uomini armati, ma lo spazio ristretto permetterà loro di conoscere le reciproche abitudini e sarà così che i protagonisti verranno coinvolti in una serie di circostanze tragicomiche che trasformeranno una guerra in una storia leggera ed esilarante.